# 일등병
일등병(一等兵)은 군대 계급 중 하나이다. 병사로 구분되며, 이등병의 위, 상등병의 아래에 위치한다. 미군의 "Private First Class"에 대응된다.
일반적으로 이등병으로 입대한 군인이 군복무를 할 수 있게 될 정도로 훈련을 받아 훈련이 완료되면 진급시키는 계급이다. 즉, 이 계급부터 병사 구실을 할 수 있다.

## 계급
|         | 계급            | 계급장 | 계급장 | 계급장 | 계급장 |
| ------- | --------------- | ------ | ------ | ------ | ------ |
| 병 (兵) |                 | 육군   | 해군   | 해병대 | 공군   |
| 병 (兵) | 일등병 (一等兵) |        |        |        |        |